# Сачков Володимир Володимирович
Володимир Володимирович Сачков (12 (25) січня 1913, м. Москва, РРФСР, СРСР — 17 грудня 1994, місто Москва, Росія) — радянський конструктор електрообладнання ракетної техніки, Герой Соціалістичної Праці (1963).

## Життєпис
Народився 12 (25) січня 1913 року у Москві. 1933 року закінчив Московський технікум точної індустрії. У 1932—1933 роках одночасно з навчанням працював конструктором в ОКБ Управління військових винаходів Червоної Армії.
У 1933—1940 роках обіймав посаду конструктора ОКБ авіазаводу № 1 (місто Москва). Брав участь у проєктуванні та розробці обладнання для радянських винищувачів І-15, І-16 та І-153, розвідувальних літаків Р-5 та Р-Z, інших літаків. У 1940—1953 роках — конструктор, інженер-конструктор, заступник начальника та, нарешті, начальник сектору обладнання, начальник бригади ОКБ авіазаводу № 51 (місто Москва, в 1941—1943 роках — місто Новосибірськ). Брав участь у проєктуванні та розробленні обладнання для винищувачів конструкції Миколи Полікарпова, а також для безпілотних літаків-снарядів конструкції Володимира Челомея.
У 1953—1958 роках Володимир Сачков працював на посаді начальника бригади ОКБ А. І. Мікояна. Керував розробленням електрообладнання винищувачів МіГ-17, МіГ-19 та МіГ-21, а також їх модифікацій. У 1956 році закінчив Московський авіаційний інститут.
У липні 1958 році перейшов на посаду заступника головного конструктора ОКБ-52 (з січня 1967 — ЦКЛ машинобудування) де працював 19 років. У липні 1977 року перейшов до ЦКЛ машинобудування, де працював заступником генерального конструктора. З грудні 1979 року по січень 1986 року знову працював в ЦКЛ машинобудування заступником головного конструктора. За цей час створив і тривалий час керував приладовим комплексом, що дозволяє проводити розроблення, комплексний аналіз та випробування обладнання ракетно-космічних систем. Під його керівництвом було створено понад 4 000 приладів, систем управління та програмних механізмів, понад 60 типів механізованих антен, які застосовувалися на крилатих ракетах для підводних човнів, міжконтинентальних балістичних ракетах і ракетах-носіях, штучних супутниках «Протон-1, −2, −3, −4» та орбітальних станціях Салют-2, Салют-3 та Салют-2.
У 1987—1989 роках працював провідним конструктором ЦНДІ «Комета». Брав участь у розробці різних космічних інформаційно-управлінських систем та комплексів спеціального призначення.
Жив у Москві. Помер 17 грудня 1994 року на 82-му році життя. Похований на Донському цвинтарі у Москві.

## Нагороди
- Герой Соціалістичної Праці — Указом Президії Верховної Ради СРСР (з грифом «не підлягає опублікуванню») від 28 квітня 1963 року «за великі заслуги у справі створення та виробництва нових типів ракетного озброєння, а також атомних підводних човнів і надводних кораблів, оснащених цією зброєю, і переозброєння кораблів Військово-Морського Флоту» з вручениням ордена Леніна та золотої медалі Серп і Молот[1][2]
- орден Леніна (28.04.1963)
- орден Жовтневої Революції (15.09.1976)
- орден Трудового Червоного Прапора
- орден «Знак Пошани»
- медалі